# Rivière aux Canards (vattendrag i Kanada, Québec, lat 49,75, long -64,22)
Rivière aux Canards är ett vattendrag i Kanada.   Det ligger i provinsen Québec, i den östra delen av landet, 1 000 km nordost om huvudstaden Ottawa.
I omgivningarna runt Rivière aux Canards växer i huvudsak barrskog.